# ابوالحارث محمد فریغونی
ابوالحارث محمد (درگذشته پیرامون ۹۸۲) دومین فرمانروای فریغونی گوزگان از سالی که نمی‌دانیم تا ۹۸۲ میلادی بود. او پسر و جانشین احمد بن فریغون بود.
پدر ابوالحارث در سالی روشن نیست درگذشت و اینگونه ابوالحارث محمد جانشین او به جایگاه فرمانروای گوزگان شد.
او بعدها چیرگی فریغونیان را گسترش داد و از غرجستان و بخش‌هایی از غور، سرزمین بت‌پرستان، باج گردآوری کرد.
او همچنین تبارهای عرب کوچ‌نشین گوزگان را زیر چیرگی خود داشت و می‌توانست سرکرده آنها را خود بگمارد. او دختری بی‌نام داشت که به همسری نوح دوم، فرمانروای سامانی درآمد.
پیرامون سال ۹۸۲ میلادی، کتاب «حدود العالم» از سوی نویسنده‌ای ناشناس، که شاید شایا بن فریغون بوده، به ابوالحارث پیشکش شد. ابوالحارث اندکی پس از آن درگذشت و پسرش ابوالحارث احمد جانشین او شد.